# أوزفالدو سواريز
أوزفالدو سواريز (بالإسبانية: Osvaldo Suárez)‏ هو عداء مسافات طويلة أرجنتيني، ولد في 17 مارس 1934 في ساراندي في الأرجنتين، وتوفي في 16 فبراير 2018.

## وصلات خارجية
- أوزفالدو سواريز على موقع الاتحاد الدولي لألعاب القوى (الإنجليزية)
- أوزفالدو سواريز على موقع اللجنة الأولمبية الدولية (الإنجليزية)
- أوزفالدو سواريز على موقع أوليمبيديا (الإنجليزية)